# Sveto

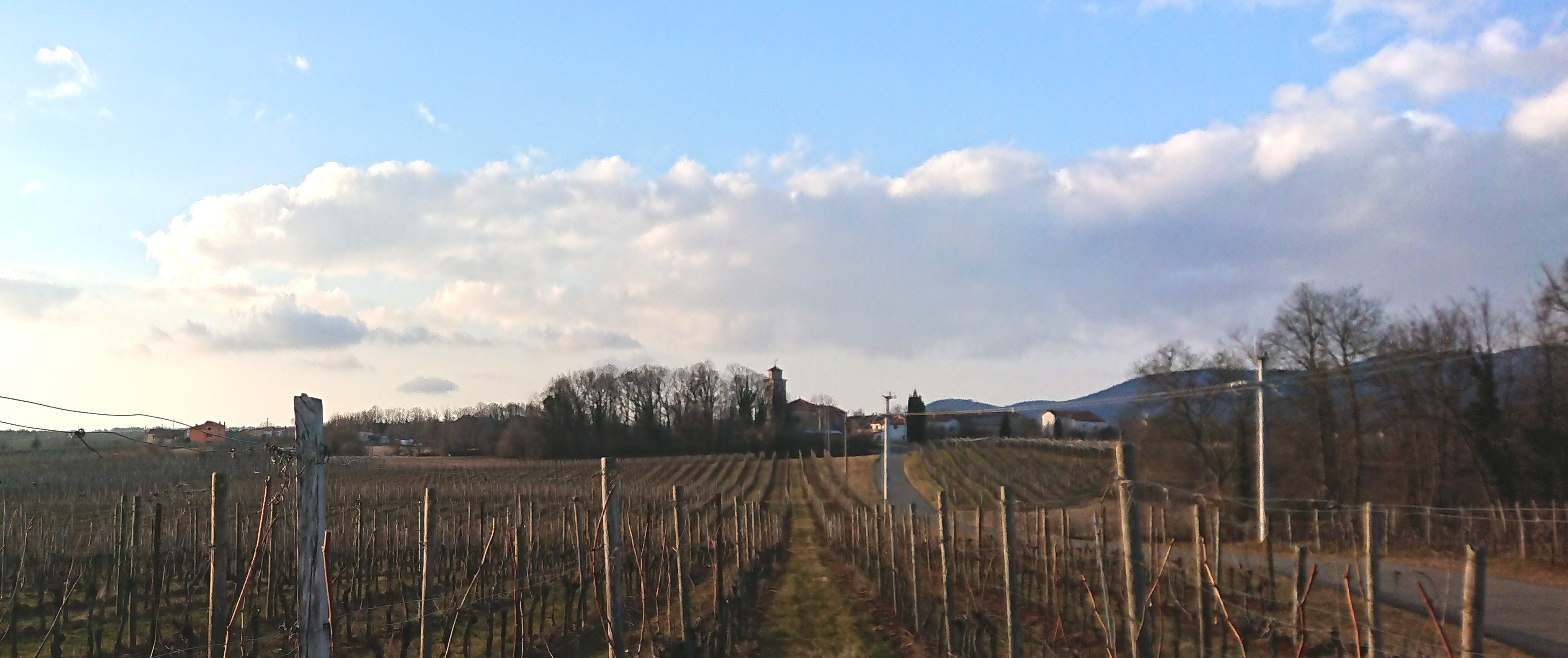
Blick auf Sveto

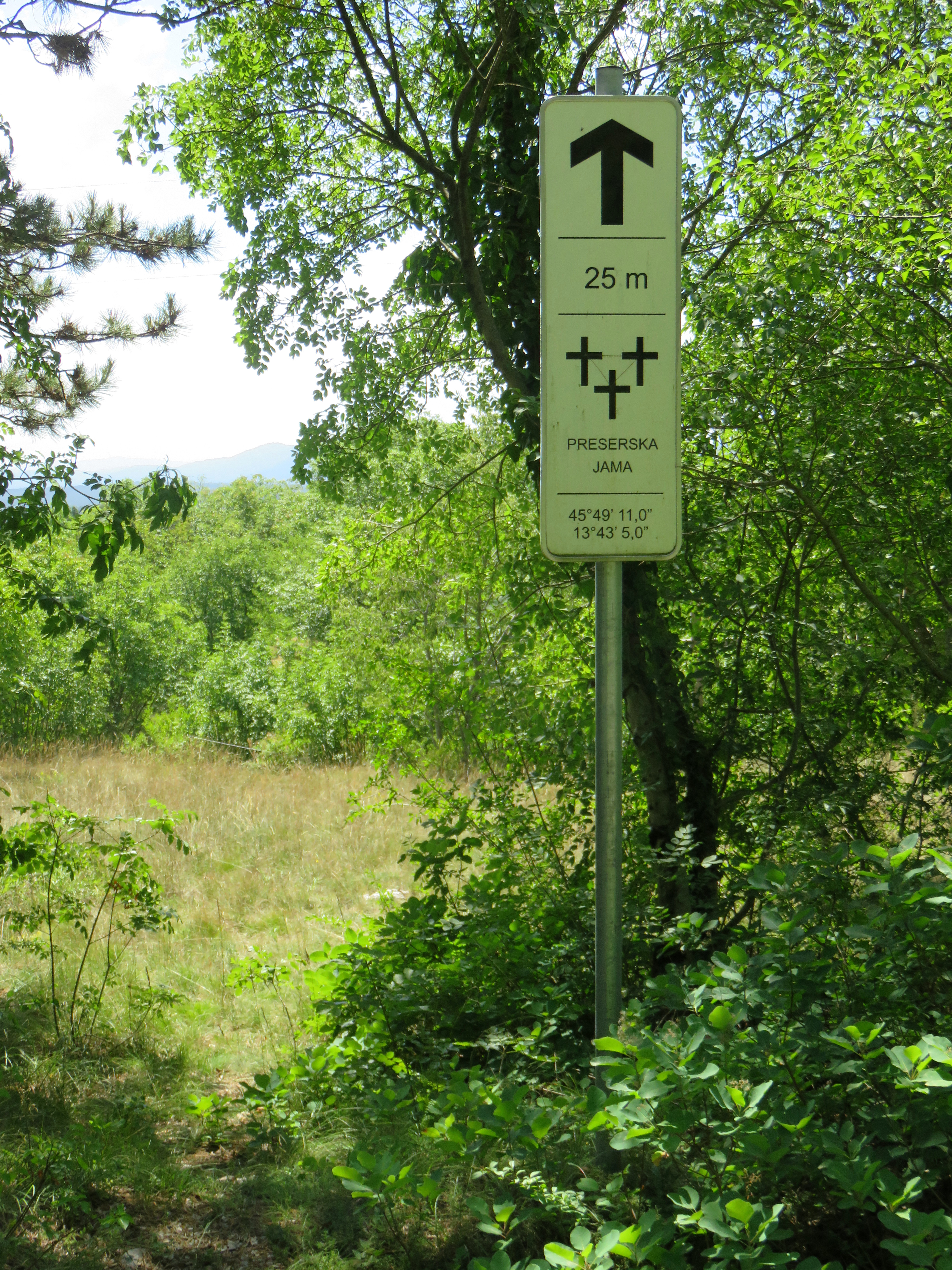
Schild am Massengrab der Preserje-Höhle

Sveto (italienisch Sutta, deutsch Niederzautt) ist eine Ortschaft in der Gemeinde Komen im Westen von Slowenien. Die Ortschaft liegt in der historischen Region Primorska (Küstenland) und der Statistischen Region Obalno-kraška (Küsten- und Karstgebiet). Sie befindet sich im geologischen Zentrum des Karsts.

## Geschichte
In Sveto befindet sich ein Massengrab aus der Zeit unmittelbar nach dem Zweiten Weltkrieg. 
- Das Massengrab der Preserje-Höhle (slowenisch: Grobišče Preserska jama) liegt zwischen Sveto und Ivanji Grad. Es enthält die Überreste einer großen Anzahl unbekannter Menschen, die über den gesamten mit Schutt bedeckten Hang des Schachts verstreut sind. Bei einer Teilexhumierung im Jahr 2015 wurden die Überreste von 23 Opfern gefunden.[3]